# Односи Србије и Туниса
Односи Србије и Туниса су инострани односи Републике Србије и Републике Тунис.

## Билатерални односи
Званични дипломатски односи су успостављени 1957. године.
Године 1965. председник Туниса Хабиб Бургиба је постао почасни грађанин Београда.

### Економски односи
- У 2020. укупна робна размена износила је 35,7 милиона долара. Од тога извоз Србије био је 17,6 а увоз 18,1 милион УСД.
- У 2019. размењено је укупно роба у вредности од 31 милион УСД. Извоз из наше земље вредео је 16 милиона, а увоз 15 мил. долара.
- У 2018. укупна робна размена износила је 40 милиона долара. Од тога извоз из РС био је 25, а увоз 15 милиона УСД.[4][5]

### Дипломатски представници

#### У Београду
- Сејф Ала Режеб, амбасадор, 2017. -
- Мохамед Бугамра, амбасадор, 2015. - 2017.
- Мажид Хамалауи, амбасадор, 2013. - 2015.
- Амар Бен Ламин, амбасадор, 2011. - 2013.
- Хурија Фершиши, амбасадор, 2008. - 2011.
- Радуан Лариф, амбасадор, 2004. - 2008.
- Рида Тнани, амбасадор, 2002. - 2004.
- Рауф Саид, амбасадор, 1990. - 1992.
- Шакер Мохамед, амбасадор, 1988. - 1990.
- Абдулах Рида, амбасадор, 1987. - 1988.
- Клиби Рида, амбасадор, 1983. - 1987.
- Шели Зухир, амбасадор, 1978. - 1983.
- Сахбани Тајеб, амбасадор, 1973. - 1978.
- Чакер Абделмаџид, амбасадор, 1971. - 1973.
- Хајдер Брахим, амбасадор, 1969. - 1971.
- Мамури Махмуд, амбасадор, 1964. - 1969.
- Абделмалек Бергауји, посланик и затим амбасадор, 1959. - 1964.

#### У Тунису
- Никола Лукић, амбасадор, 2014. - 2020.
- Милица Чубрило-Филиповић, амбасадор 2010. - 2013.
- /  Милорад Јовановић, амбасадор, 2004. - 2009.
- Момчило Бојовић, амбасадор, 2001. - 2003.
- Слободан Раковић, амбасадор, 1989. - 1992.
- Луан Старова, амбасадор, 1985. - 1989.
- Антон Лах, амбасадор, 1981. - 1985.
- Миодраг Крџић, амбасадор, 1977. - 1981.
- Берислав Бадурина, амбасадор, 1975. - 1977.
- Драгомир Петровић, амбасадор, 1971. - 1975.
- Славољуб Ђера Петровић, амбасадор, 1967. - 1971.
- Нико Шилих, амбасадор, 1964. - 1967.
- Милош Лаловић, амбасадор, 1960. - 1964.
- Илија Топаловски, посланик и амбасадор, 1958. - 1960. - претходно је годину дана југословенске интересе заступала амб. у Паризу